# Liste der Monuments historiques in Hattstatt
Die Liste der Monuments historiques in Hattstatt führt die Monuments historiques in der französischen Gemeinde Hattstatt auf.

## Liste der Bauwerke
| Bezeichnung        | Beschreibung | Standort                   | Kennzeichnung | Schutzstatus | Datum | Bild           |
| ------------------ | --- | -------------------------- | ------------- | ------------ | ----- | -------------- |
| Kirche Ste-Colombe | Schiff aus der zweiten Hälfte des 11. Jahrhunderts, Westturm aus dem zweiten Viertel des 12. Jahrhunderts, gotischer Chor vermutlich aus dem 15. Jahrhundert | 11 rue du Bourgrain (Lage) | PA00085456    | Inscrit      | 1984  | weitere Bilder |

## Liste der Objekte
| Bezeichnung                                                        | Beschreibung | Standort                         | Kennzeichnung | Schutzstatus   | Datum     | Bild           |
| ------------------------------------------------------------------ | --- | -------------------------------- | ------------- | -------------- | --------- | -------------- |
| Wandgemälde Gemarterter Christus                                   | 17. Jahrhundert | in der Kirche Ste-Colombe (Lage) | PM68000117    | Classé         | 1983      |                |
| Skulptur Segnender Christus                                        | Holz, farbig gefasst, Ende des 17. Jahrhunderts | in der Kirche Ste-Colombe (Lage) | PM68001066    | Inscrit        | 1985      |                |
| Skulptur Heiliger Blasius (?)                                      | Holz, 18. Jahrhundert | in der Kirche Ste-Colombe (Lage) | PM68001067    | Inscrit        | 1985      |                |
| Grabstein                                                          | Sandstein, 14. Jahrhundert | in der Kirche Ste-Colombe (Lage) | PM68001316    | Inscrit        | 1999      |                |
| Altar                                                              | Altartisch, Retabel und sieben Skulpturen; Holz, farbig gefasst und vergoldet, erste Hälfte des 18. Jahrhunderts; ehemaliger Hauptaltar des Klosters Unterlinden in Colmar | in der Kirche Ste-Colombe (Lage) | PM68000106    | Classé         | 1983      | weitere Bilder |
| Wandtabernakel                                                     | Sandstein, 15. Jahrhundert | in der Kirche Ste-Colombe (Lage) | PM68000110    | Classé         | 1983      |                |
| Skulptur Heilige Katharina von Alexandrien                         | Holz, farbig gefasst, versilbert und vergoldet, um 1700 | in der Kirche Ste-Colombe (Lage) | PM68000116    | Classé         | 1983      | weitere Bilder |
| Orgel                                                              | Ensemble aus PM68000889 und PM68000119 | in der Kirche Ste-Colombe (Lage) | PM68000883    | Inscrit Classé | 1985 1986 |                |
| Orgelprospekt                                                      | 1723 gebaut | in der Kirche Ste-Colombe (Lage) | PM68000889    | Inscrit        | 1985      |                |
| Instrumentalteil der Orgel                                         | 1723 gebaut, 1800 und 1833/34 ergänzt | in der Kirche Ste-Colombe (Lage) | PM68000119    | Classé         | 1986      |                |
| Taufbecken                                                         | Sandstein, 14. und 15. Jahrhundert | in der Kirche Ste-Colombe (Lage) | PM68001065    | Inscrit        | 1985      |                |
| Zwei Engelsskulpturen                                              | Holz, farbig gefasst und vergoldet, 18. Jahrhundert | in der Kirche Ste-Colombe (Lage) | PM68001068    | Inscrit        | 1985      |                |
| Kreuzigungsgruppe                                                  | Holt, farbig gefasst und vergoldet, um 1700 | in der Kirche Ste-Colombe (Lage) | PM68000113    | Classé         | 1983      |                |
| Skulptur Heiliger Sebastian                                        | Holz, farbig gefasst, erste Hälfte des 19. Jahrhunderts | in der Kirche Ste-Colombe (Lage) | PM68000114    | Classé         | 1983      |                |
| Fünf Prozessionsstäbe und neun Leuchter der Sebastiansbruderschaft | Holz, Schmiedeeisen, 18. und 19. Jahrhundert | in der Kirche Ste-Colombe (Lage) | PM68000115    | Classé         | 1983      |                |
| Wandgemälde Baum de Lebens                                         | 14. oder 15. Jahrhundert | in der Kirche Ste-Colombe (Lage) | PM68000118    | Classé         | 1983      | weitere Bilder |
| Zwei Prozessionsleuchter                                           | Holz, farbig gefasst und vergoldet, 18. Jahrhundert | in der Kirche Ste-Colombe (Lage) | PM68001069    | Inscrit        | 1985      |                |
| Kanzel                                                             | Holz, farbig gefasst, 1721 | in der Kirche Ste-Colombe (Lage) | PM68000107    | Classé         | 1983      | weitere Bilder |
| Zwei Türflügel                                                     | Holz, vergoldet, zwischen 1719 und 1723 | in der Kirche Ste-Colombe (Lage) | PM68000109    | Classé         | 1983      |                |
| Uhrwerk der Turmuhr                                                | Schmiedeeisen, Holz und Sandstein, 1765 von Caspar Deisz gebaut | in der Kirche Ste-Colombe (Lage) | PM68001617    | Inscrit        | 1995      |                |
| Fragmente eines Taufbeckens                                        | Sandstein, zweite Hälfte des 11. Jahrhunderts | in der Kirche Ste-Colombe (Lage) | PM68000108    | Classé         | 1983      |                |
| Skulptur Gottvater                                                 | Holz, farbig gefasst, versilbert und vergoldet, 18. Jahrhundert | in der Kirche Ste-Colombe (Lage) | PM68000111    | Classé         | 1983      |                |
| Skulptur Maria Magdalena                                           | Holz, farbig gefasst und vergoldet, um 1700 | in der Kirche Ste-Colombe (Lage) | PM68000112    | Classé         | 1983      | weitere Bilder |
| Gemälde Taufe Christi                                              | Ölfarbe auf Leinwand, vergoldeter Holzrahmen, 18. Jahrhundert, nach Antoine Coypel                                                                                         | in der Kirche Ste-Colombe (Lage) | PM68000515    | Classé         | 1983      |                |